# Рене Вейль
Рене Вейль (Hanoi, 20 листопада 1917 — помер за Францію в Уй-ель-Кебір, 26 грудня 1942) — французький солдат, сподвижник визволення. Авіатор до початку Другої світової війни, він приєднався до ВПС Вільної Франції та брав участь у боях у Північній Африці, під час яких загинув під час бомбардування.

### Інтернет-ресурси
- Biographie sur le site des Compagnons de la Libération.
- Hommage à René Weil lors de la réhabilitation du cimetière de Zouar par l'armée française.